# Kugler Alm

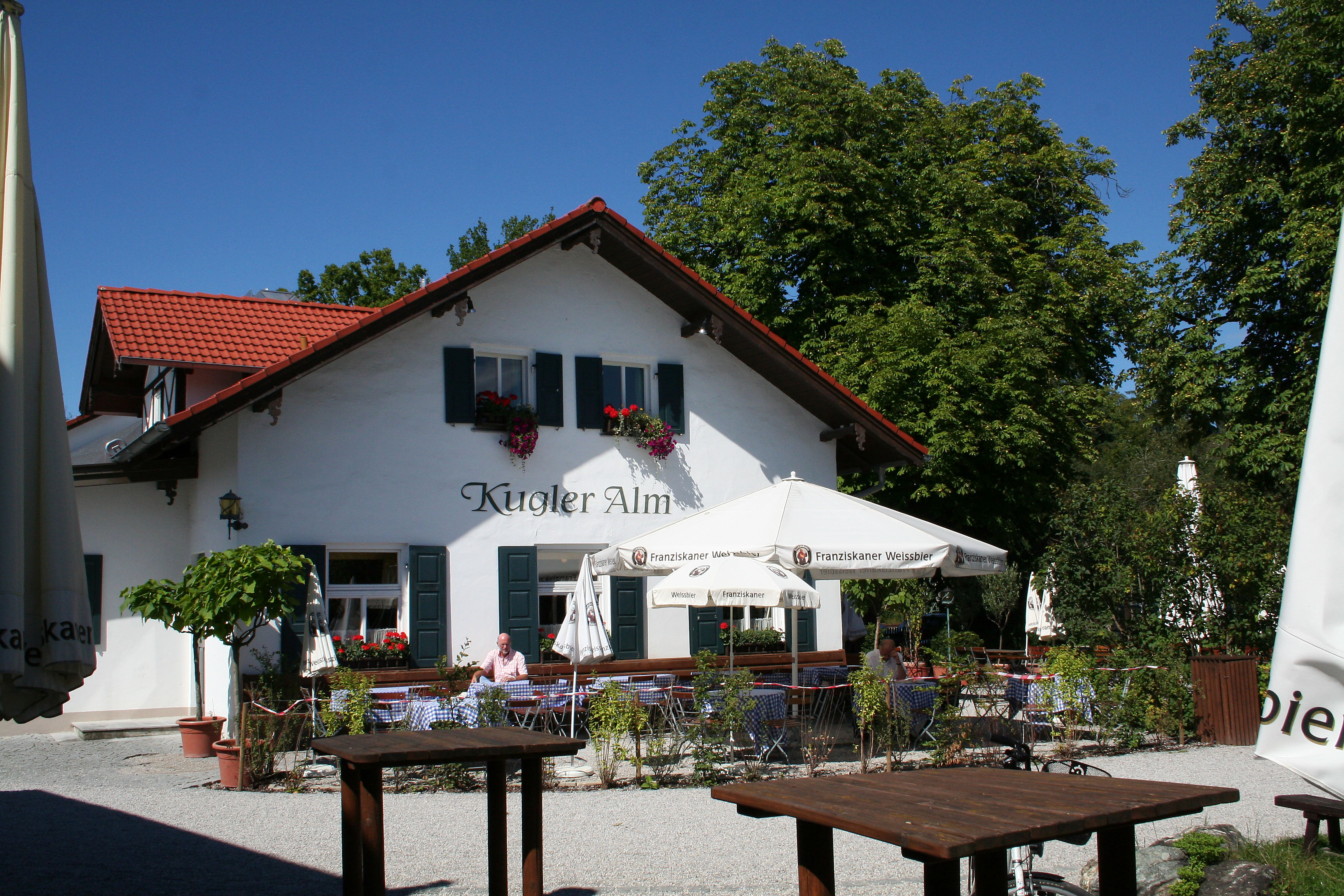
Restaurant der Kugler Alm

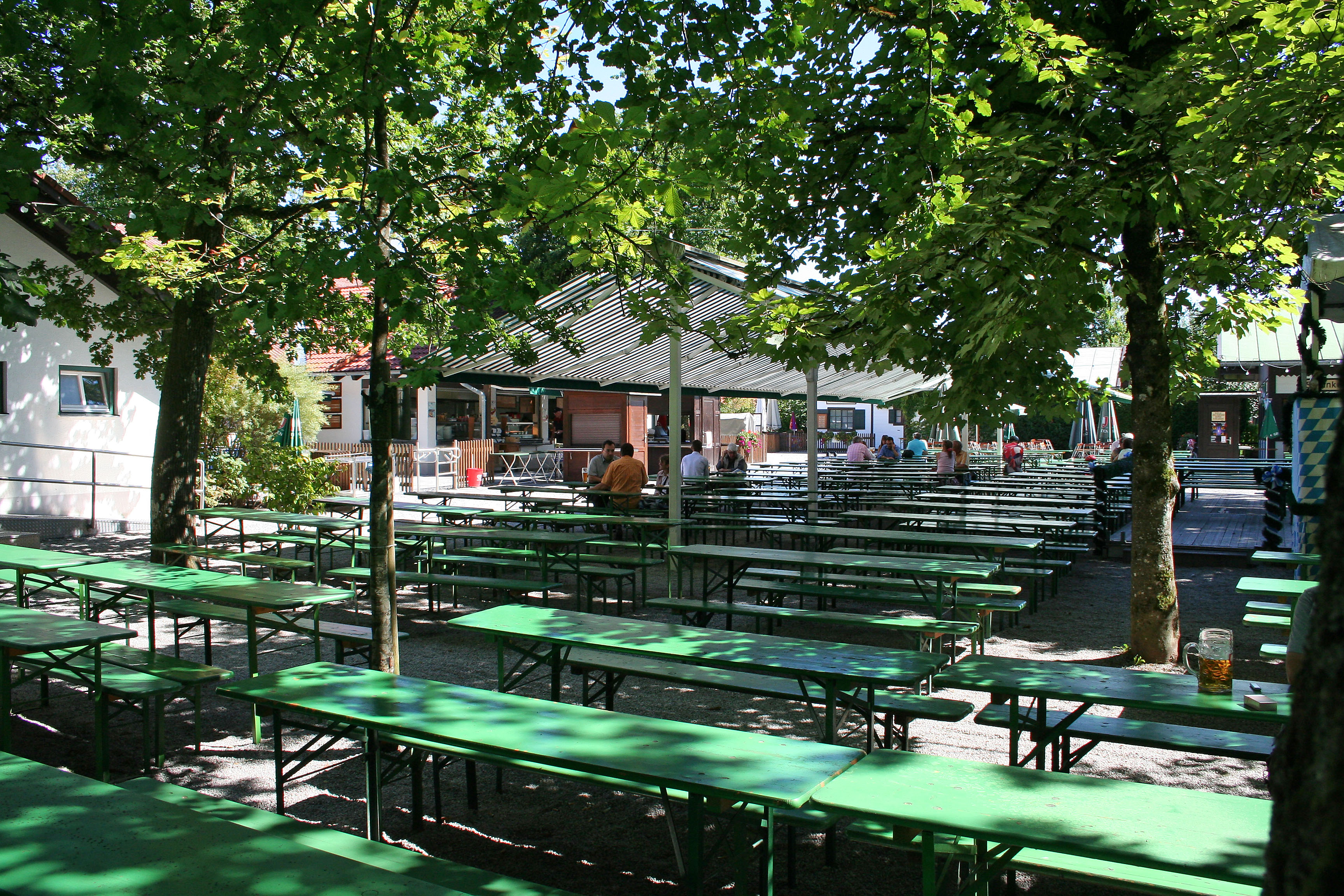
Biergarten der Kugler Alm

Die Kugler Alm ist ein Biergarten in der oberbayrischen Gemeinde Oberhaching bei München und 1895 gegründet.
Der Biergarten liegt an der Linienstraße, die parallel zum Bahndamm der Bahnstrecke München–Lenggries verläuft.
Die Gaststätte ist ein beliebtes Ausflugsziel der Münchner. Sie hat Platz für fast 2.400 Gäste, für eine Musikkapelle und sie bietet einen Kinderspielplatz sowie als beliebtes Ziel von Radfahrern auch eine Radl-Aufpumpstation.
Zum Biergarten gehört das Wirtshaus Franz Xaver.
Die Kugler Alm schenkt Franziskaner-Bier und Spaten-Bier aus. Sie gehört zur Haberl-Gastronomie.
Der Wirt der Kugler Alm ist auch Wiesn-Wirt und betreibt dort die Ochsenbraterei.

## Legende um das Getränk „Radler“
Die weit verbreitete Legende, die besagt, dass das Radler 1922 vom ehemaligen Wirt Franz Xaver Kugler erfunden wurde, hat sich inzwischen als falsch herausgestellt. Kugler bewirtschaftete zu dieser Zeit die nach ihm benannte Kugler Alm, die überwiegend von Fahrradfahrern frequentiert wurde. Entsprechend der Geschichte drohte ihm an einem Samstag im Juni 1922 auf Grund der großen Nachfrage das Bier auszugehen. In seiner Not habe er das Bier zur Hälfte mit Zitronenlimonade gemischt und dies seinen Gästen als „Radlermaß“ serviert. In der Literatur finden sich jedoch Belege, dass die Radlermaß bereits im Jahr 1912, wahrscheinlich sogar schon um das Jahr 1900, bekannt war. Demnach handelt es sich bei dieser Legende um nichts anderes als eine geschickt ausgedachte Geschichte, die mehr Gäste in die Kugler Alm locken sollte. Momentan wird angenommen, dass die Radlermaß Ende des 19. Jahrhunderts in einem der zumeist sozialdemokratisch geprägten Radlerklubs erfunden wurde.